# Linda Larkin
Linda Larkin, född 20 mars 1970 i Los Angeles, är en amerikansk skådespelare, mest känd för att ha gjort rösten till prinsessan Jasmine i flera tecknade Disneyfilmer om Aladdin.

## Filmografi

### Filmer
- 1990 - Zapped - igen! - Joanne
- 1992 - Aladdin - prinsessan Jasmin (röst)
- 1994 - Jafars återkomst - prinsessan Jasmin (röst)
- 1995 - Aladdin och rövarnas konung - prinsessan Jasmin (röst)
- 1996 - Basquiat – den svarte rebellen - fan (inte med i eftertexterna)
- 2000 - Det näst bästa - Kelly
- 2018 - Röjar-Ralf kraschar internet - prinsessan Jasmin (röst)

### TV-serier
- 1991 - Mord och inga visor - servitris, 1 avsnitt
- 1993 - Vingar - Lisa, 1 avsnitt
- 1994-1995 - Aladdin - prinsessan Jasmin (röst), 44 avsnitt
- 2002 - Hos Musse - prinsessan Jasmin (röst), 1 avsnitt
- 2007 - Law & Order: Criminal Intent - Miriam Lemle, 1 avsnitt